# Dmitrij Bogrov
Dmitrij Grigorjevitj Bogrov (ryska: Дмитрий Григорьевич Богров), född Mordechai Gersjkovitj Bogrov (ryska: Мордехай Гершкович Богров) den 10 februari (29 januari enligt g.s.) 1887 i Kiev, död (avrättad) den 24 september (11 september enligt g.s.) 1911 i Kiev, var en rysk-judisk anarkist och attentatsman som mördade Kejsardömet Rysslands ministerpresident Pjotr Stolypin 1911.
Bogrov föddes i en judisk familj i Kiev och studerade juridik vid Kievs universitet och Münchens universitet. 1906 återvände han till Ryssland, och anslöt sig till Socialistrevolutionära partiet. Året därpå rekryterades han även som agent av ochranan, tsarens hemliga polis.
Dmitrij Bogrov sköt Stolypin i samband med en föreställning av Nikolaj Rimskij-Korsakovs opera Sagan om tsar Saltan på Kievs operahus den 14 september 1911; Stolypin avled av sina skador den 18 september. Bogrov dömdes till döden och avrättades genom hängning på höjden Lysaja gora i Kiev tio dagar efter attentatet.